# Amsterdamsche Omnibus-Onderneming
De Amsterdamse Omnibus-Onderneming (AOO) is een voormalige exploitant van omnibussen in Amsterdam, opgericht door de firma Jonker & Co. In 1848 komt er na een felle concurrentiestrijd en de nodige inkrimpingen een einde aan de geregelde omnibusdiensten en wordt het wagenpark verkocht aan de firma Langeveld & Koens die er tot 1874 nog twee lijnen naar de spoorwegstations mee exploiteert.

## Oprichting
In 1839 verkreeg de Amsterdamsche Omnibus-Onderneming, opgericht door de firma Jonker & Co, van de gemeente Amsterdam de concessie om 18 onmibuslijnen te exploiteren. Op 2 september 1839 verschenen in aansluiting op de opening van de spoorlijn Amsterdam-Haarlem op 20 september 1839 in Amsterdam de eerste omnibussen.

## Lijnennet
Van de 18 lijnen hadden behalve bij lijn 11 en 12 de heen- en terugrit een ander lijnnummer zodat er eigenlijk maar 10 lijnen waren. De lijnen hadden aansluiting op de treinen van de Hollandsche IJzeren-Spoorweg-Maatschappij naar Haarlem. De Amsterdamsche Omnibus-Onderneming had een contract met de spoorwegmaatschappij afgesloten voor het inrichten van een Omnibus-kantoor en een wachtkamer in het Station Haarlemsche Spoorweg. De omnibussen zelf hadden standplaats voor Herberg d'Eenhonderd Roe aan de andere zijde van de Haarlemmertrekvaart. Daarnaast hadden de omnibuslijnen aansluiting op alle stoomboten, trekschuiten, veerschepen en diligences die in en uit Amsterdam aankwamen en vertrokken. De lijnen hadden, in tegenstelling tot diligences, een vaste route, een lijnnummer en lijnkleur.

### Lijnen
1e Linie (donkerrood)Station Haarlemsche Spoorweg - Haarlemmerdijk - Haringpakkerij - Texelsche Kade - Oude Teertuinen - Kamperhoofd - Kraansluis - Nieuwe Waals Eiland - IJgracht - Entrepotdok - Nieuwe Herengracht - Plantage - Kerklaan - Middellaan - Muiderpoort
2e Linie (donkerrood)Muiderpoort - Station Haarlemsche Spoorweg
3e Linie (violet)Station Haarlemsche Spoorweg - Haarlemmerdijk - Herenmarkt - Herengracht - Leidsestraat - Reguliersplein - Botermarkt - Amstelstraat - Blauwbrug - Korte Amstelstraat - Houtmarkt - Weesperstraat - Station Rhijnspoorweg - Lokhorst[dode link]
4e Linie (violet)Lokhorst[dode link] - Station Haarlemsche Spoorweg
5e Linie (donkerblauw)Station Haarlemsche Spoorweg - Haarlemmerdijk - Binnen Brouwersstraat - Keizersgracht - Utrechtsestraat - Utrechtse Poort - De Berebijt
6e Linie (donkerblauw)De Berebijt - Station Haarlemsche Spoorweg
7e Linie (donkergroen)Station Haarlemsche Spoorweg - Haarlemmerdijk - Nieuwendijk - Dam - Kalverstraat - Doelenstraat - Kloveniersburgwal - Halvemaansbrug - Halvemaanssteeg - Botermarkt - Amstelstraat - Blauwbrug - Amstel - Hogesluis - Schans - Weesperpoort - Station Rhijnspoorweg- Lokhorst[dode link]
8e Linie (donkergroen)Lokhorst[dode link]- Station Haarlemsche Spoorweg
9e Linie (geel)Station Haarlemsche Spoorweg - Korte Prinsengracht - Prinsengracht - Amstel - Magere Brug - Kerkstraat - Plantage Kerklaan - Entrepotdok - Nieuwe Herengracht - Kattenburgerbrug - Kattenburg - Wittenburg - Oostenburg
10e Linie (geel)Oostenburg - Station Haarlemsche Spoorweg
11e Linie (roze)Nieuwe Stadsherberg - Haringpakkerij - Kleine Vischmarkt - Singel - Koningsplein - Leidsestraat - Leidsche Poort
12e Linie (lila)Leidsche Poort - Leidsestraat - Koningsplein - Singel - Muntsluis - Doelenstraat - Kloveniersburgwal - Nieuwmarkt - Geldersche Kade - Kamperhoofd - Oude Teertuinen - Texelsche Kade - Nieuwe Stadsherberg
13e Linie (lichtgroen)Raampoort - Nieuwe Leliestraat - Leliegracht - Oude Leliestraat - Torensteeg - Molsteeg - Dam- Vijgendam - Pijlsteeg - Oude Doelenstraat - Hoogstraat - Nieuwe Hoogstraat - St. Anthonies Breestraat - Muiderstraat - Nieuwe Herengracht - Entrepotdok - Plantage - Muiderpoort
14e Linie (lichtgroen)Muiderpoort - Raampoort
15e Linie (lichtblauw)Dam - Vijgendam - Pijlsteeg - Oude Doelenstraat - Hoogstraat - Nieuwe Hoogstraat - Snoekjesbrug - Oude Schans - Kalkmarkt - IJgracht - Entrepotdok- Kattenburgerbrug - Kattenburg - Wittenburg - Oostenburg
16e Linie (lichtblauw)Oostenburg - Dam
17e Linie (lichtrood)Nieuwe Stadsherberg - Texelsche Kade - Het Water - Dam - Vijgendam - Pijlsteeg - Oude Doelenstraat - Hoogstraat - Kloveniersburgwal - Halvemaanssteeg - Botermarkt - Utrechtsestraat - Utrechtse Poort - De Berebijt
18e Linie (lichtrood)De Berebijt - Nieuwe Stadsherberg

## Beëindiging, overname en voortzetting
In 1848 komt er na een felle concurrentiestrijd en inkrimpingen een einde aan de geregelde omnibusdiensten van de firma Jonker & Co en wordt het wagenpark verkocht aan de firma Langeveld & Koens die er tot 1874 nog twee lijnen naar de spoorwegstations mee exploiteert.
In 1872 werd de Amsterdamsche Omnibus Maatschappij opgericht die onder meer de lijnen en omnibussen van de fa. Langeveld en Koens overnam.